# کروزید
کروزید (انگلیسی: Croeseid)، که به آن در باستان کروزیدی هم گفته می‌شود، نوعی سکه، از جنس طلا یا نقره بود که از حدود سال ۵۵۰ پیش از میلاد توسط پادشاه لیدیه کرزوس (۵۶۱–۵۴۶ پ. م) در سارد ضرب می‌شد. امتیاز صدور نخستین سکهٔ طلای واقعی با خلوص استاندارد برای قرار گرفتن در گردش به این سکه داده می‌شود.پس از فتح سارد توسط کوروش کبیر ، سکه های کروزی رواج یافت.

## پیشینه
پیش از کرزوس، پدرش  آلیاتس قبلاً شروع به ضرب انواع سکه‌های غیراستاندارد کرده بود. آنها در یک ماده طبیعی به نام الکتروم، مخلوط متغیر طلا و نقره (با حدود ۵۴٪ طلا و ۴۴٪ نقره) ساخته شدند و حدود ۸۰ سال در لیدیا و مناطق اطراف آن استفاده می‌شدند. غیرقابل پیش‌بینی بودن ترکیب آن حاکی از آن است که مقدار متغیری دارد، که پیشرفت آن را بسیار مختل می‌کند. 
هرودوت به این نوآوری ساخته شده توسط لیدیان اشاره کرده است.